# N41 (Niger)
Die N41 oder RN41 ist eine hochrangige Straße vom Typ Nationalstraße (französisch route nationale) in der Region Diffa in Niger.

## Verlauf und Charakteristik
Die N41 ist insgesamt 5,2 Kilometer lang. Sie beginnt im Zentrum der Regionalhauptstadt Diffa als Abzweigung von der N1. Sie verläuft Richtung Süden und endet an einer Brücke über den Fluss Komadougou Yobé, der hier die Staatsgrenze zu Nigeria bildet.
Es handelt sich bei der N41 durchgängig um eine einfache Landstraße.